# Agrias nigra
Agrias nigra är en fjärilsart som beskrevs av Percy I. Lathy 1921. Agrias nigra ingår i släktet Agrias och familjen praktfjärilar. Inga underarter finns listade i Catalogue of Life.